# Bankhaus Koch
Das ehemalige Bankhaus Koch in Jena geht auf ein Materialwarengeschäft zurück, das 1778 von Anton Wilhelm Friedrich Koch (1755–1820) gegründet worden war. Sein Sohn Theodor (1786–1863) erweiterte das Portfolio um Versicherungen und war seit 1828 auch als Bankagent tätig war. Erst  Hermann Koch (1814–1902) konzentrierte sich fortan auf das Bankgeschäft, nachdem er nach seiner Ausbildung 1840 nach Jena zurückgekehrt und fünf Jahre später die Leitung des väterlichen Unternehmens übernommen hatte. Für sein städtisches Engagement wurde Hermann Koch 1890 zum Ehrenbürger von Jena ernannt. 
Bis zur Jahrhundertwende hatten die Einlagen der privaten Kunden die Millionengrenze überschritten. Nach Kochs Tod 1902 führten die Söhne Wilhelm und Rudolf das zu dieser Zeit führende Geldinstitut in Jena gemeinsam weiter. Bereits 1906 übernahm jedoch der Enkel Arwed Koch (1888–1946), der Sohn von Rudolf, die Bankgeschäfte. Dieser schuf 1918 eine Familien-Aktiengesellschaft, die Bankhaus Koch AG. Zwei Jahre später wurden die Geschäfte von der Bank für Handel und Industrie in Berlin (Danat-Bank) übernommen, während Koch Vorstandsmitglied der Nordischen Bank für Handel und Industrie (Berlin) wurde. Nach dem Ausstieg aus dieser deutsch-russischen Bank übernahm Koch 1922 die Niederlassung Jena der Danat-Bank und führte sie als Bankhaus Arwed Koch weiter.
Nach dem Konkurs 1930 verkaufte der promovierte Ökonom Koch das Bankhaus an die Thüringische Staatsbank und trat verstärkt als Autor von Schriften zum Bank- und Kreditwesen hervor, ab 1939 auch für die Dienststelle des Reichskommissars für Kreditwesen und der Wirtschaftsgruppe Privates Bankgewerbe. Als von der amerikanischen Militärregierung eingesetzter Vizepräsident der Thüringischen Staatsbank wurde er nach dem Besatzungswechsel von der Sowjetischen Militärregierung verhaftet, zum Tode verurteilt und hingerichtet. Das Stammhaus an der Ecke Saalstraße/Schloßgasse wurde bis 2017 von der Deutschen Bank genutzt.

## Sekundärliteratur
- Herbert Koch: Koch, Hermann. In: Neue Deutsche Biographie (NDB). Band 12, Duncker & Humblot, Berlin 1980, ISBN 3-428-00193-1, S. 249 (Digitalisat).
- Herbert Koch, Arwed Koch: Das Bankhaus Koch in Jena. 1778–1928, Jena: Vopelius 1928.
- Ingo Köhler: Bankhäuser, private, in: Matias Mieth, Rüdiger Stutz: Jena. Lexikon zur Stadtgeschichte, Tümmel-Verlag: Berching 2018, S. 64f.
- Beschreibung des Bestandes im Landesarchiv Thüringen